# レーズン

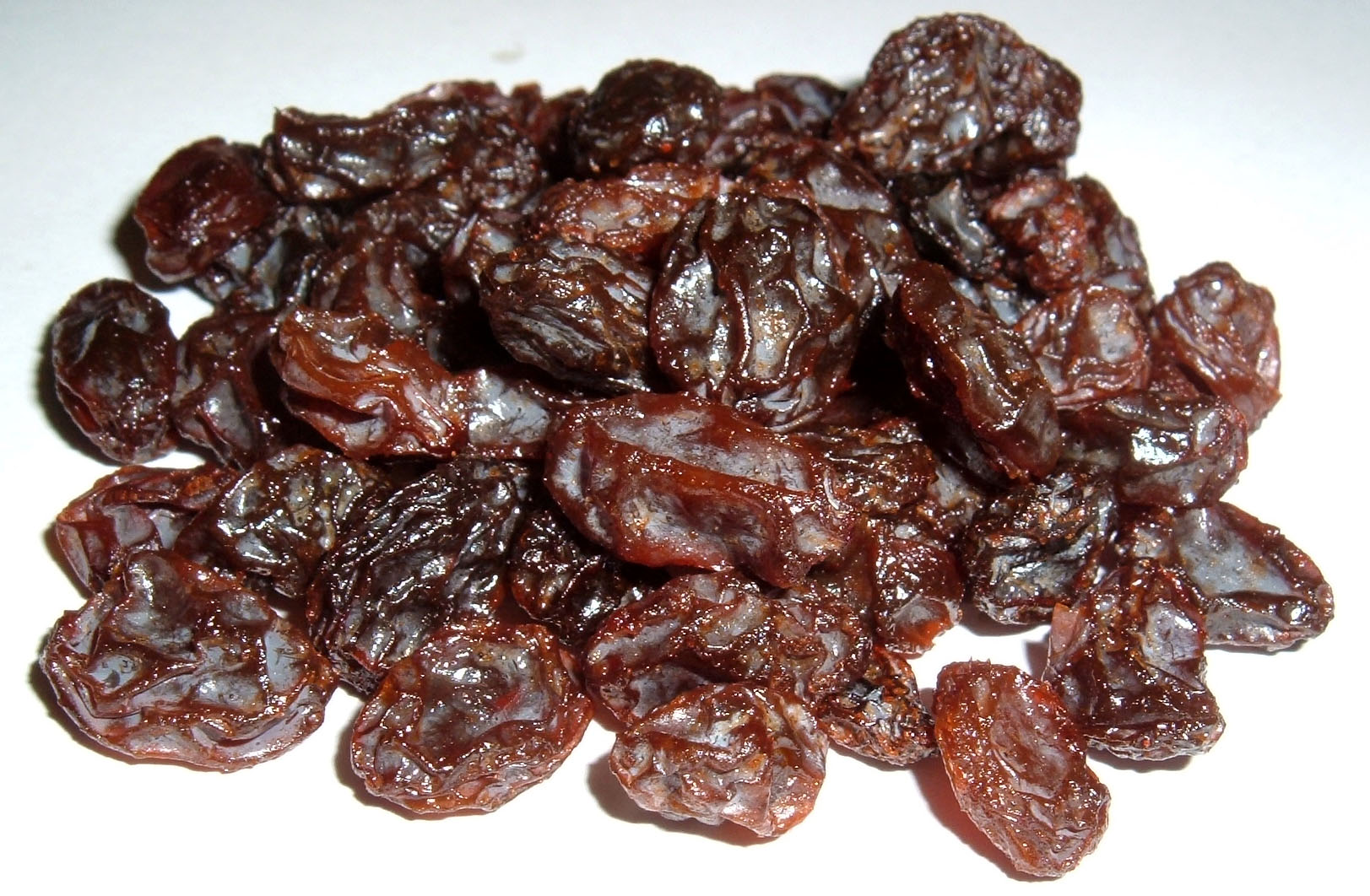
レーズン

レーズン（raisin）は、天日、もしくは熱風などの人工的手法で乾燥させたブドウの果実である。干し葡萄（）とも呼ばれる。ドライフルーツの一種で、直接喫食されるほか、パンや菓子だけでなく様々な料理に用いられる。

## 名称
語源は古フランス語から中英語への借用語に遡る。フランス語では raisin（レザン）あるいは通常複数形で raisins（レザン）はブドウを意味し、レーズンのことは「乾燥したブドウ」を意味する raisin(s) sec(s)（レザン・セク）と呼ばれている。更に raisin(s) はラテン語で「1房のブドウ」を意味する racemus（ラケムス）を語源とする。
ブドウの種類によって、サルタナ (sultana) やカラント (currant) とも呼ばれる。

## 種類
レーズンは、原料のブドウによっていくつかの種類に分けられる。緑、黒、青、紫などのものがある。
レーズンの代表的な品種としてサルタナ（種無しトンプソン William Thompson とも言う）や「フレーム」(flame) がある。「ゴールデンレーズン」はサルタナを二酸化硫黄で処理し、火にかけて色づけして作る。
ギリシャ・イオニア諸島のザキントス産「ブラックコリント種」を日干しにしたものもあり、小さく、色が濃く、酸っぱく、ツンとした匂いがする。
イラン原産のグリーンレーズンのように、アジア原産で主に専門店でのみ扱われるものもある。中国産のものでは、新疆ウイグル自治区トルファン市のグリーンレーズンが有名である。

## 歴史
紀元前13世紀頃からフェニキア人は現在のスペインやギリシャにぶどう農園を経営していた。同時期にアルメニア人もペルシャでブドウ作りを行っていた。これらの栽培地において、自然乾燥したブドウが見つかったのが起源とされる。フェニキア人とアルメニア人の交易によって価値が上がり古代ローマ等に広まっていった。
ブドウの栽培業者たちは、1851年にワイン用ブドウのマスカットレーズンを、アメリカのサンディエゴ近郊にて栽培を開始したが、気候や水量等の条件から最適な場所ではないと判断し、レーズンのための最適な栽培地を求め、たどり着いたサン・ホアキン・ヴァレーが最適地としてカリフォルニアのレーズン栽培の中心地となった。栽培されるブドウは、種なしのナチュラル・シードレスという種類が主流となった。

## 成分
もともとブドウの実には水分が多いが、乾燥により15％程度にまで減らされ、成分が濃縮されている。重量のおよそ6割を果糖などの糖分が占めるため、たいへん甘い。長期間保管されると糖分が結晶化しジャリジャリした食感になることがあるが、食べても問題はない。この結晶化した糖分を元に戻すためには、酒やジュース、お湯に短い時間浸すだけでよい。
他のドライフルーツ同様、カリウムと食物繊維が多い他、カルシウムをはじめとしたミネラル分を含む。原料がブドウであるため、酒石酸、ポリフェノールも比較的多い。サリチル酸も比較的多く含まれる。

## 利用
レーズンはそのまま食べる他、パン・製菓材料、オートミールに混ぜるなどに利用される。代表的な物として、パン生地にレーズンを直接練りこんだぶどうパン（レーズンパン）があげられる。フランスではレーズンパンは渦巻き状に成形されること（仏: Pain aux raisins）が多いためエスカルゴ（escargot）とも呼ばれる。
レーズンを入れたパンについてはレーズンパンを参照のこと。
パイやクッキーに加工されるものもある。サラダなどに加えられたり、ピラフやカレーといった料理のアクセント付けにも利用される。
レーズンをラム酒に浸したラムレーズンは独特の風味を持ち、アイスクリーム、ケーキ、チョコレート等に利用される。バターに練り込んだものはレーズンバターと呼ばれ、酒（特に洋酒）のおつまみとされるほか、ビスケットなどに挟んで食される。
なお、ラムレーズンを自家製する際において、酒税法上ではブドウを酒類に混和する行為が認められていないため、注意を要する。ラム酒に漬けられたレーズンは菓子とみなされるため、ラムレーズンの製造すること自体は合法であるのに対し、副産物として「レーズンを漬けていたラム酒」が発生することについては、リキュールを認可なしに製造する行為にあたるため違法となる。
ストローワインと呼ばれるデザートワインの原料として使われる。
変わった利用方法としては、家庭でパン酵母の培養にも利用される。

## 輸入先
2019年現在の日本における主なレーズン輸入国はアメリカであり、国内で流通しているほとんどがカリフォルニアレーズンである。次いで、チリやトルコなど各国からの輸入が続いている。

## 画像

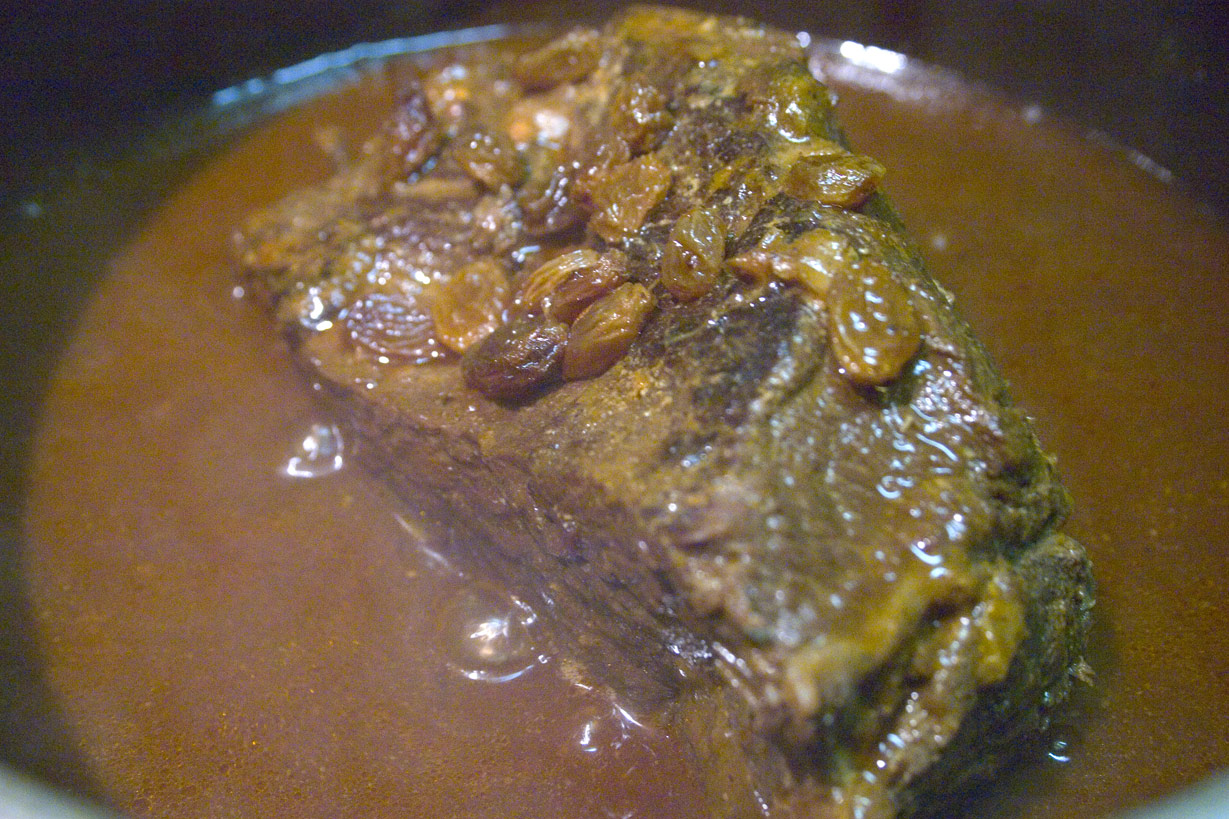
レーズンを使ったザウアーブラーテン
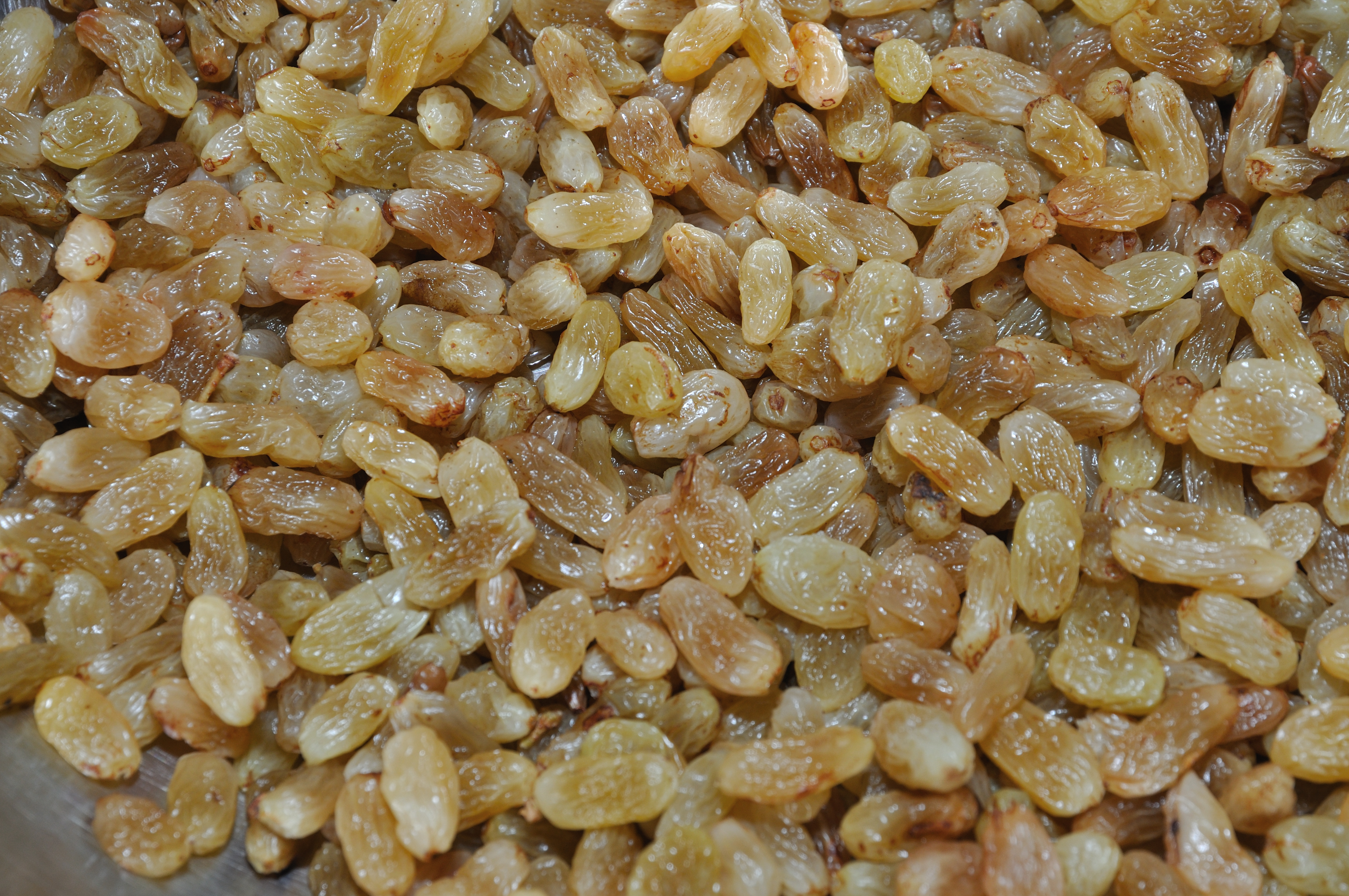
インド食材の半生レーズン、キスミス（"Kismis"）
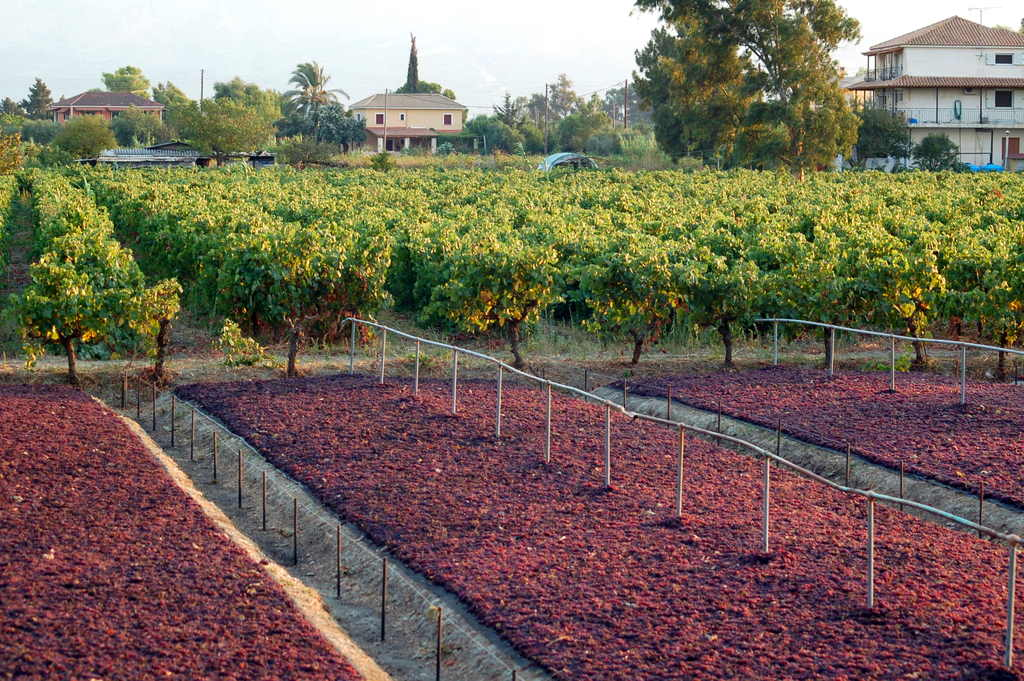
ザキントス島で乾燥中のザンテカラント
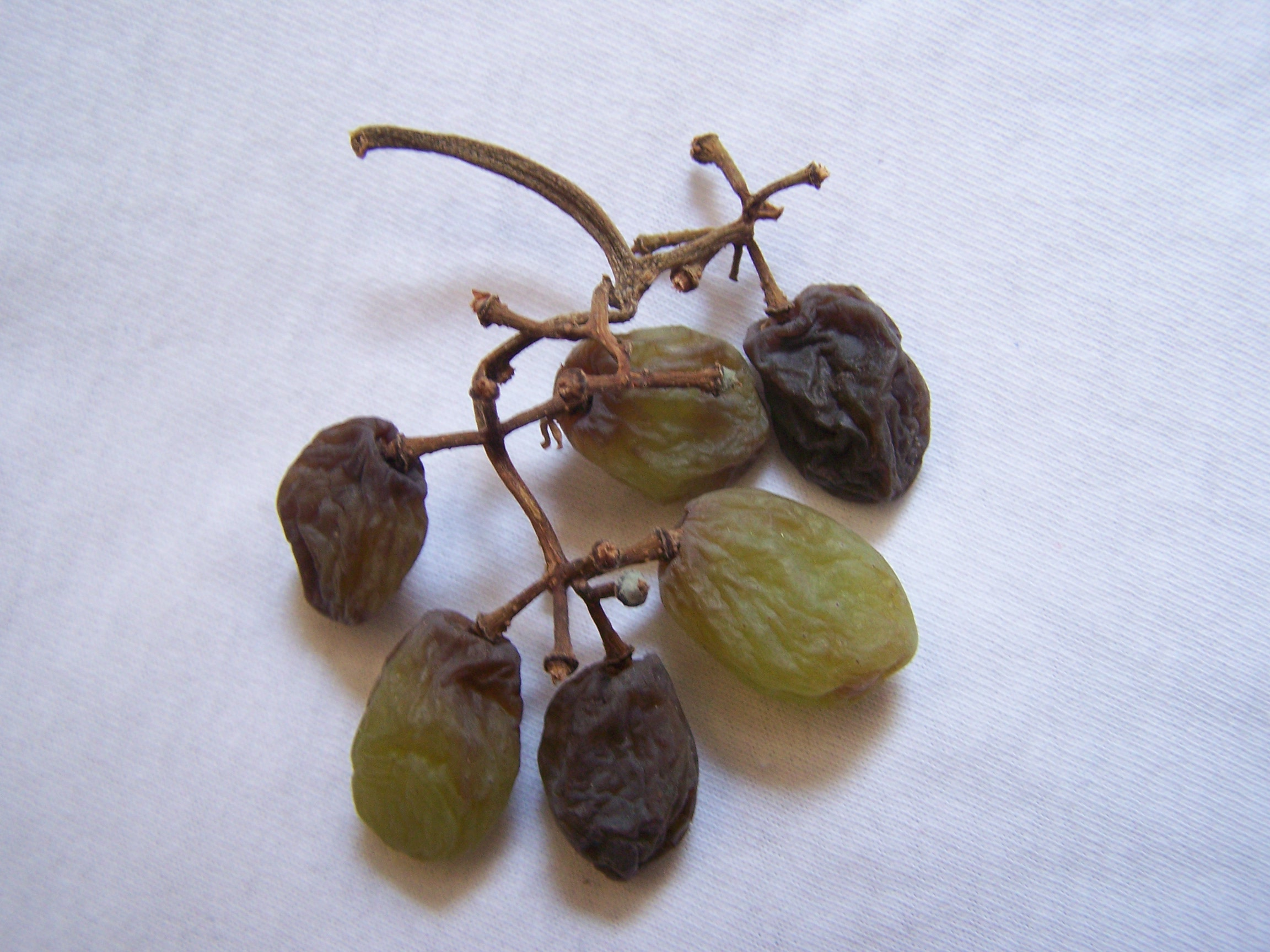
緑色のレーズン
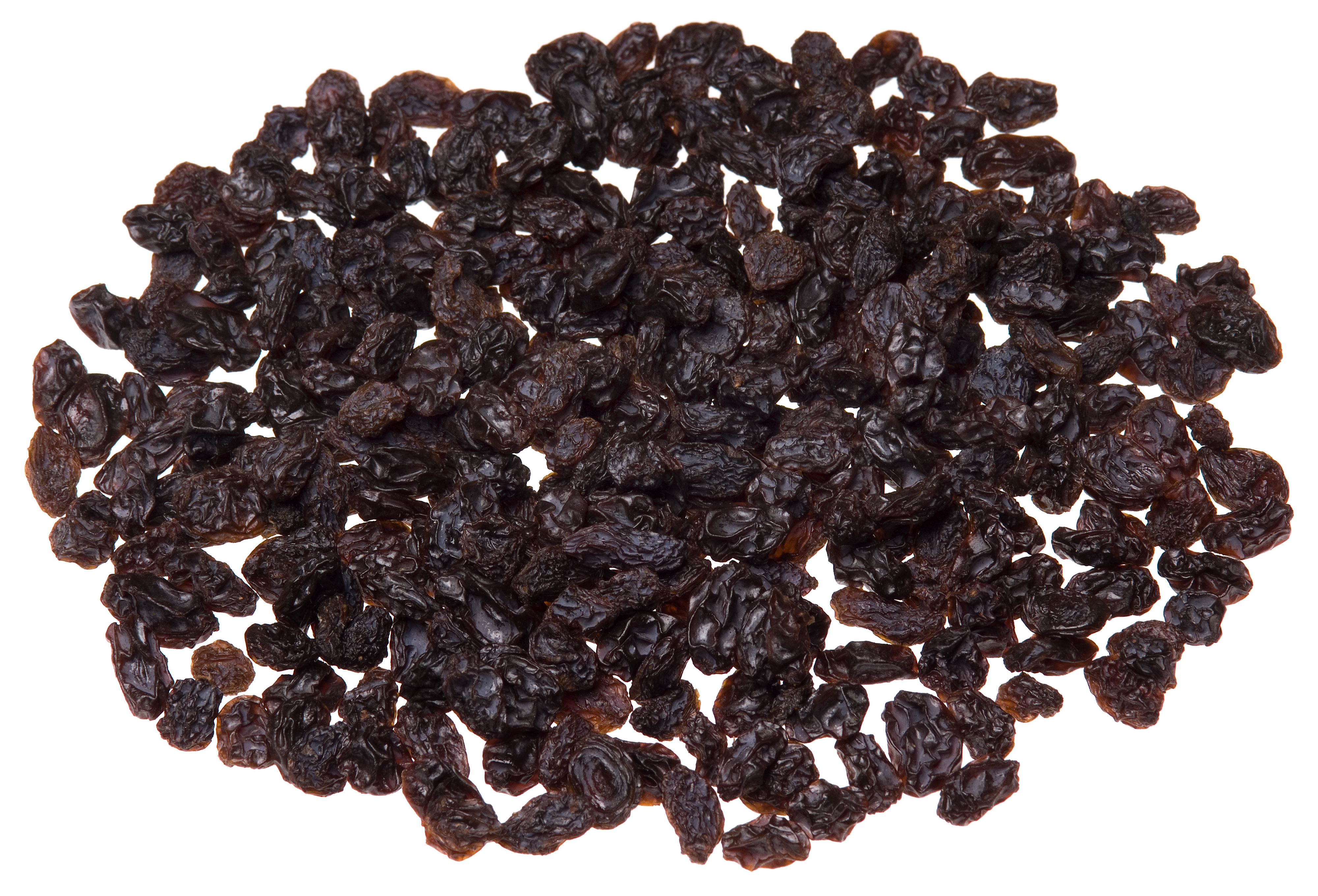
赤色のレーズン
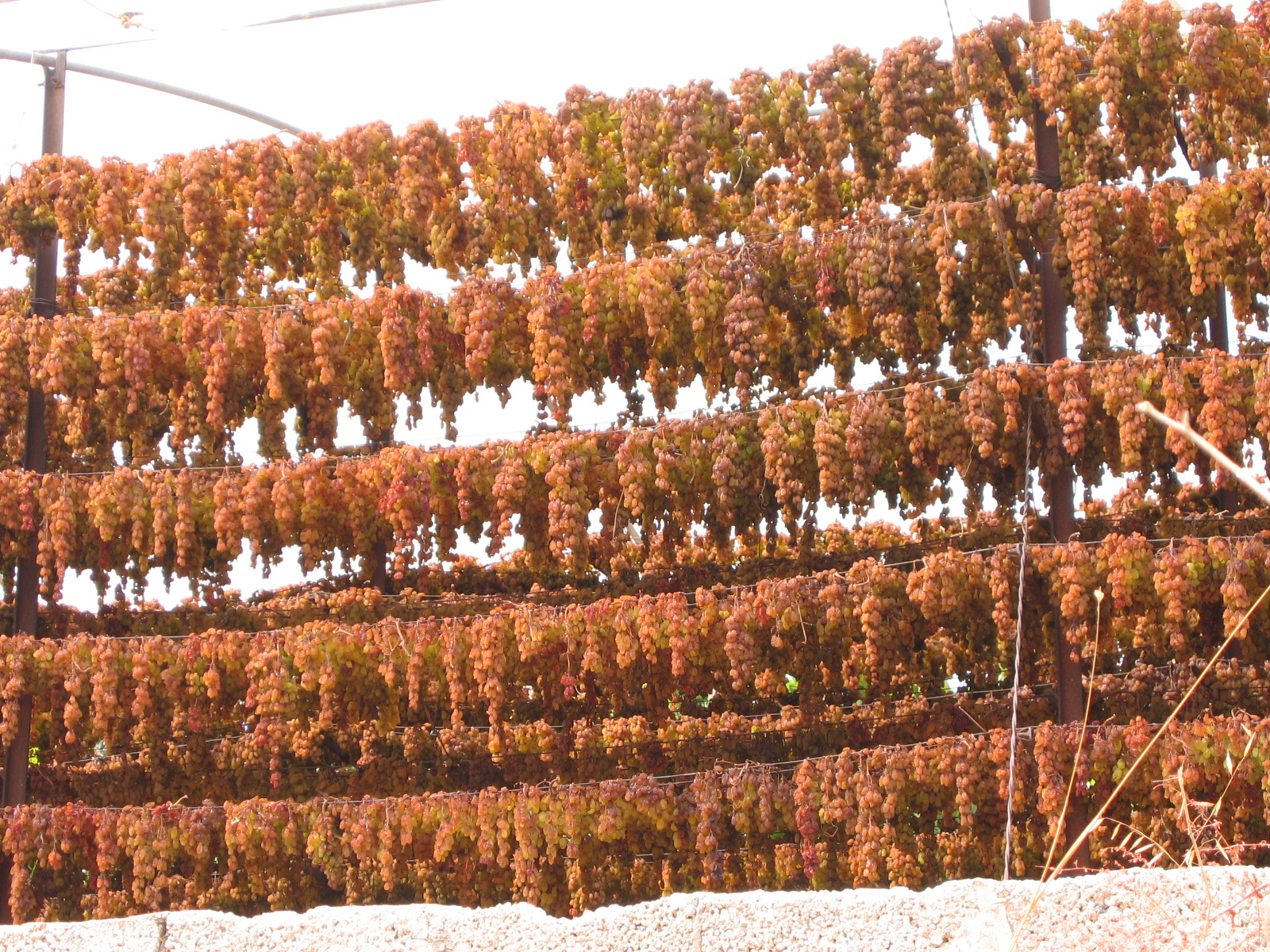
クレタ島で乾燥中のレーズン
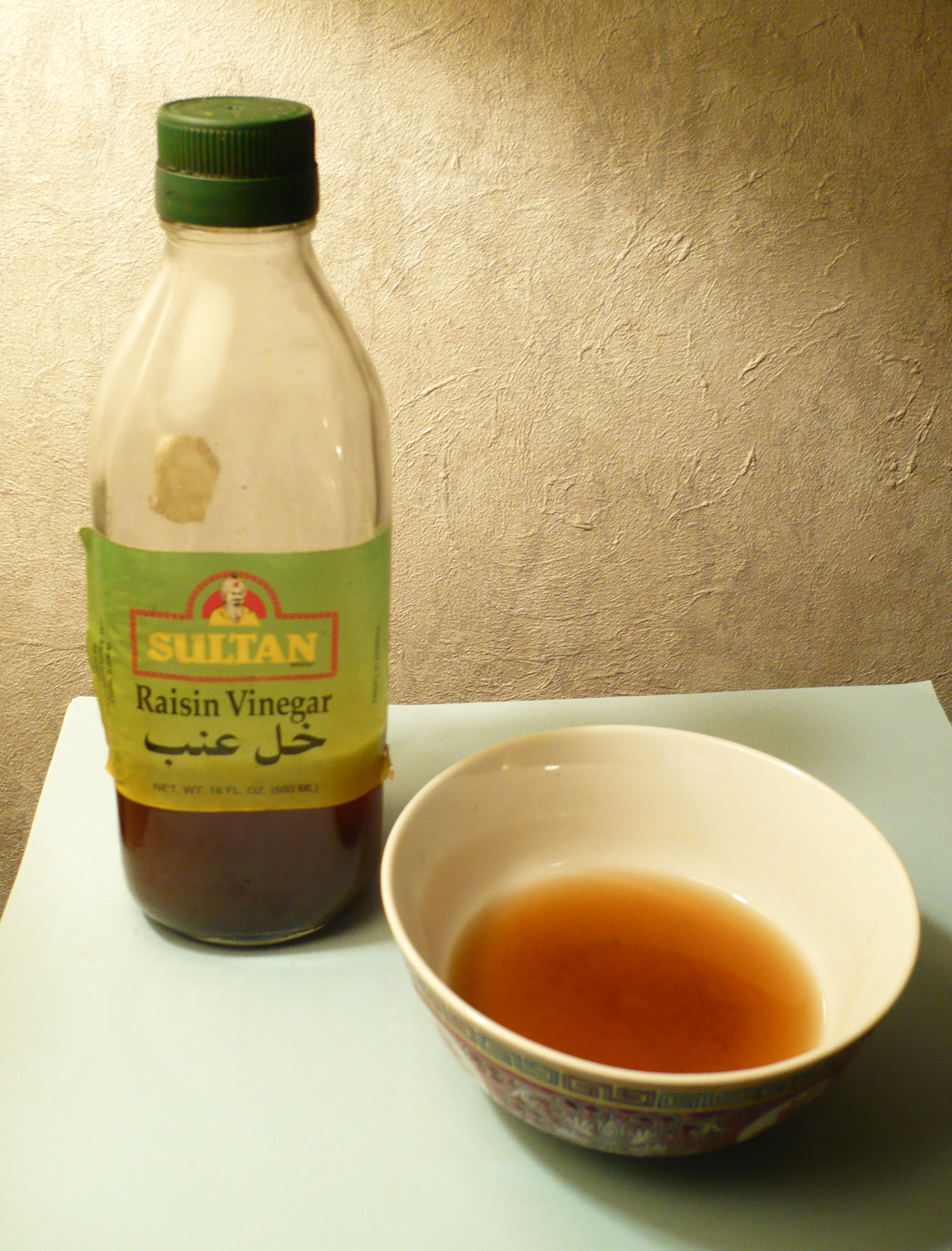
トルコ産のレーズン酢
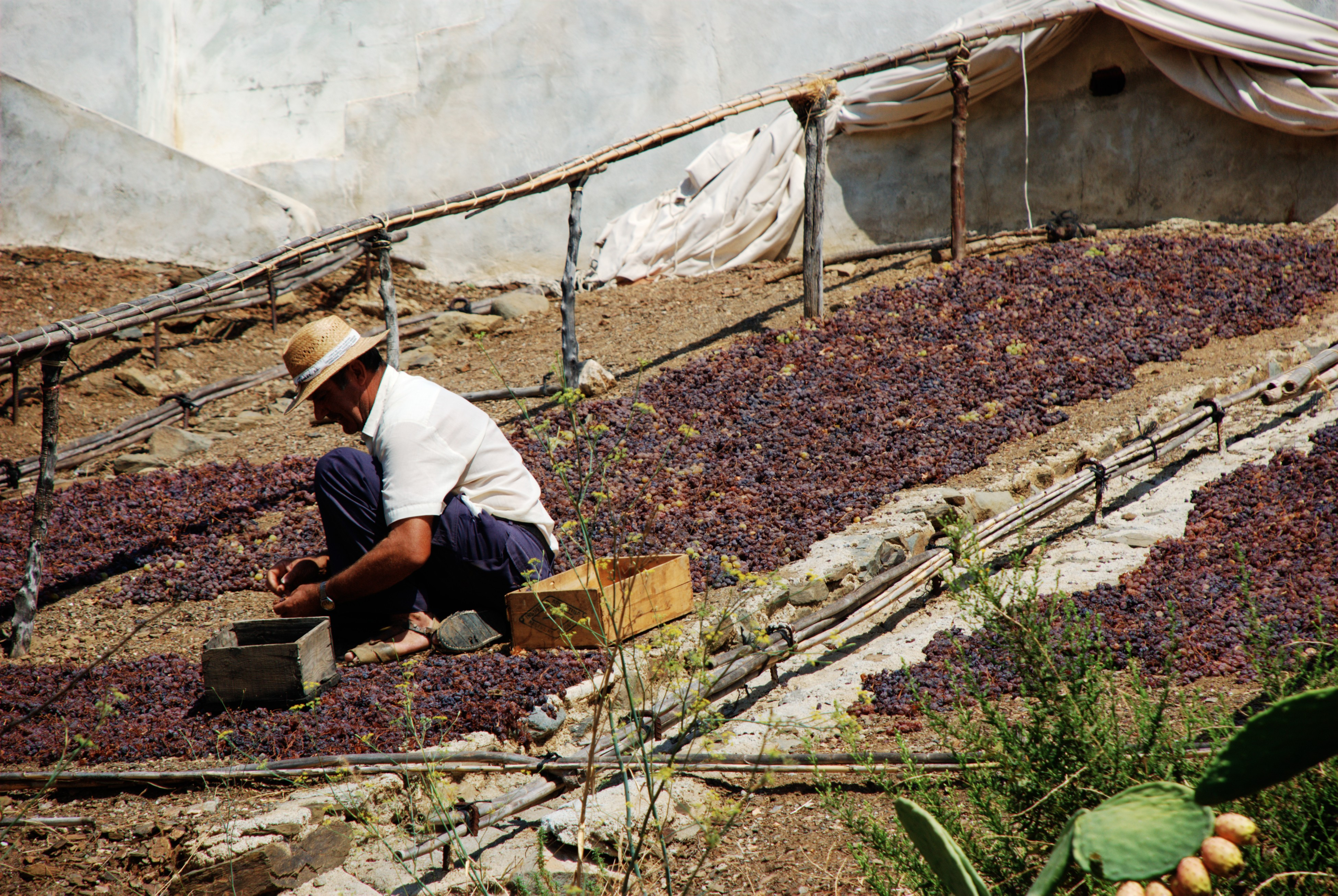
スペインにおけるレーズンの乾燥作業
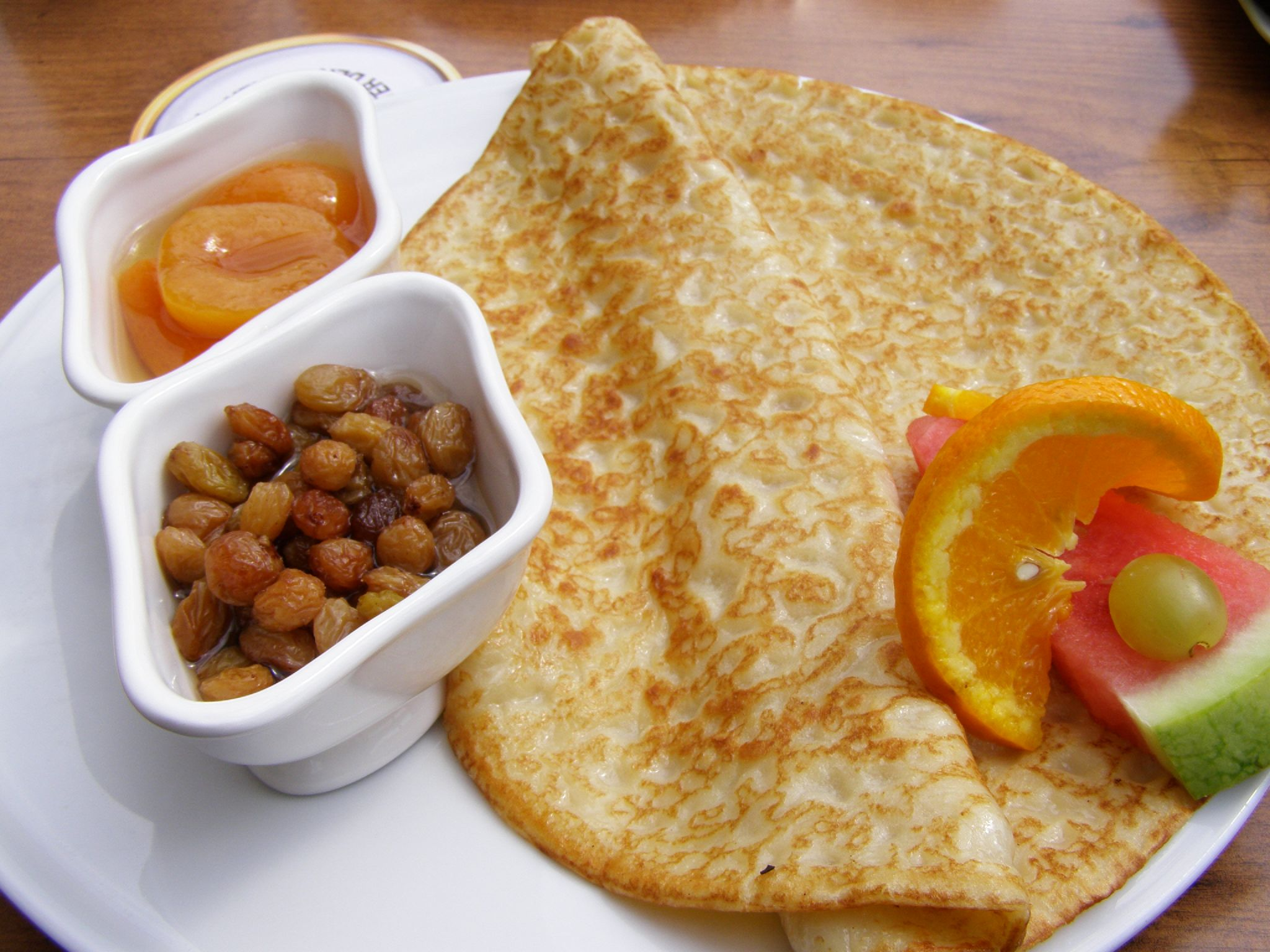
オランダのデザート、ブレンヨンヘンス（ブランデーに浸したレーズン）